# Christian Guth
Pour les articles homonymes, voir Guth.
 (juin 2011).
Si vous disposez d'ouvrages ou d'articles de référence ou si vous connaissez des sites web de qualité traitant du thème abordé ici, merci de compléter l'article en donnant les références utiles à sa vérifiabilité et en les liant à la section « Notes et références ».
Christian Guth, né à Deux-Ponts (Royaume de Bavière) le 16 mai 1908 et mort à Poitiers le 23 novembre 1994 est un paléontologue français.

## Biographie
Christian Guth est le fils de Christian Guth (1879-1952) et d'Élise Oesch. 
Il est docteur ès sciences (sciences de la nature) de la faculté des sciences de Paris en 1958. Ancien assistant de Jean Piveteau à la faculté des sciences de Paris, il a été Professeur à l'Université de Poitiers.

## Œuvres
- La région temporale des édentés, 1958

[Thèse : Sciences naturelles : Paris : 1958]
Édition commerciale publiée au Puy en 1961
- « Les fouilles paléontologiques de Chilhac (Haute-Loire) », Almanach de Brioude, Brioude,‎ 1981
- (1974) - « Découverte dans le Villafranchien d'Auvergne de galets aménagés », Compte Rendu de l'Académie des Sciences, Paris, 279, pp. 1071-1072.
- avec Chavaillon, J. (1985) - « Découverte, en 1984, de nouveaux outils paléolithiques à Chilhac III (Haute-Loire) », Bulletin de la Société préhistorique française, t. 82, pp. 56-64.